# Osho (gurú)
Osho o Bhagwan Shree Rajneesh (nacido como Chandra Mohan Jain, Bhopal, 11 de diciembre de 1931-Pune, 19 de enero de 1990) fue el líder de un movimiento espiritual de origen indio. A lo largo de su vida fue conocido con varios nombres: Acharia Rajneesh (1953-1970), Bhagwan Shree Rajneesh (pronunciaciónⓘ) (décadas de 1970 y 1980) y Osho (pronunciaciónⓘ) (años 1990).
Como profesor de filosofía, viajó como orador por toda la India en los años 1960. Era controvertido por su abierta crítica a Mahatma Gandhi, a los políticos y a las religiones institucionalizadas (como el hinduismo, el cristianismo y el islam). También abogó por una actitud más abierta hacia la sexualidad: una postura que le valió el sobrenombre «gurú del sexo» en la prensa india y luego en la prensa internacional. En 1970, Osho se estableció por un tiempo en Bombay. Comenzó a iniciar discípulos (conocidos como neosanniasins) y asumió el papel de maestro espiritual. En sus discursos reinterpretaba los escritos de tradiciones religiosas, de místicos y filósofos de todo el mundo. En 1974 se trasladó a Pune (en el estado de Maharastra, en la India), donde estableció un ásram que atrajo a un número creciente de occidentales. En el ásram desarrolló el Movimiento del Potencial Humano para su audiencia occidental. Fue noticia en la India y en el extranjero debido principalmente a su clima permisivo y a sus charlas provocadoras. A finales de los años 1970 habían aumentado las tensiones con el gobierno indio y la sociedad circundante.

## Biografía

### Infancia y adolescencia: 1931-1950
Nació con el nombre de Chandra Mohan Jain, el mayor de once hijos de un comerciante de telas, en casa de sus abuelos maternos en Kuchwada, una pequeña aldea en el distrito de Raisen, del estado Madhya Pradesh en la India.
Sus padres Babulal y Saraswati, que eran jainistas del Taranpanthi, le permitieron vivir con sus abuelos maternos hasta los siete años de edad.
Desde el punto de vista de Osho, esto fue una gran influencia en su desarrollo porque su abuela le dio una libertad absoluta, dejándolo despreocupado sin una educación impuesta o restricciones.
Cuando tenía siete años su abuelo murió, y fue a Gadarwara para vivir con sus padres.
Osho se vio profundamente afectado por la muerte de su abuelo, y luego otra vez por la muerte de su joven enamorada y su primo Shashi, que murió de fiebre tifoidea cuando él tenía 15 años, dando lugar a una preocupación por la muerte que se prolongó durante gran parte de su infancia y juventud.
En sus años de escuela era un estudiante rebelde, pero talentoso, y adquirió una reputación como un polemista formidable.
Osho se convirtió en un anti-teísta, se interesó por la hipnosis y brevemente se asoció con el socialismo y dos organizaciones nacionalistas indias: El Ejército Nacional Indio y la Rastriya Swayamsevak Sangh.
Sin embargo, su afiliación en las organizaciones duró poco ya que no podía suscribirse a cualquier otra disciplina, ideología o sistema externo.

### Los años en la universidad y oratoria en público: 1951-1970
En 1951, con 19 años de edad, Osho comenzó sus estudios en la Universidad Hitkarini en Jabalpur.
Solicitado a que dejara la escuela después de los conflictos con un instructor, se trasladó al Colegio Jainista D.N, también en Jabalpur.
Debido a su comportamiento disruptivamente argumentativo, no estaba obligado a asistir a clases en el Colegio Jainista D.N excepto en los exámenes, y utilizó su tiempo libre para trabajar por unos meses como asistente de edición en un periódico local.
Empezó a hablar en público en el encuentro anual de Sarva Dharma Sammelan (Reunión de todos los credos) celebrado en Jabalpur, organizado por la comunidad jainista del Taranpanthi donde nació, y participó desde 1951 hasta 1968.
Se resistió a la presión de sus padres para contraer matrimonio.
Más tarde Osho dijo que se iluminó espiritualmente el 21 de marzo de 1953, cuando él tenía 21 años, en una experiencia mística sentado bajo un árbol en el jardín Bhanvartal en Yabalpur.
Habiendo completado su B.A. en filosofía en el Colegio Jainista D.N en 1955, ingresó a la Universidad de Sagar, donde en 1957 obtuvo su M.A. en filosofía (con honores).
De inmediato se aseguró un puesto como profesor en el Colegio de Sánscrito en Raipur, pero el vicerrector pronto le pidió que buscara trasladarse ya que lo consideraba peligroso para la moralidad, el carácter y la religión de sus estudiantes.
A partir de 1958, enseñó filosofía como profesor en la Universidad de Jabalpur, siendo promovido a catedrático en 1960.
Un popular conferenciante, fue reconocido por sus pares como un hombre excepcionalmente inteligente que había sido capaz de superar las deficiencias de la primitiva educación de su pequeño pueblo.
En paralelo a su trabajo de la universidad, viajó por toda la India bajo el nombre de Acharia Rajnísh (Acharia significa profesor o maestro; Rajnísh era un apodo que había adquirido en la infancia), dando conferencias críticas acerca del socialismo y Gandhi.
Él dijo que el socialismo solo podría socializar la pobreza, y describió a Gandhi como un masoquista retrógrado que veneraba a la miseria.
Lo que India necesitaba para escapar de su atraso era el capitalismo, la ciencia, la tecnología moderna y un control de natalidad.
Él criticó a las religiones ortodoxas de la India como muertas, llenas de rituales vacíos, que oprimen a sus seguidores con los miedos de la condenación y la promesa de bendiciones.
Tales declaraciones lo hicieron polémico, pero también ganó un público fiel que incluía una serie de ricos comerciantes y hombres de negocios.
Las consultas individuales que le hacían sobre el desarrollo espiritual y la vida diaria, a cambio de donaciones ―una medida común en la India― creció rápidamente.
A partir de 1962, empezó a dirigir los campos de meditación de 3 a 10 días, y los primeros centros de meditación (Jivan Jagruti Kendra - Centros para el Despertar de la Vida) comenzaron a surgir en torno a su enseñanza, luego conocida como Life Awakening Movement (Jivan Jagruti Andolan - Movimiento para el Despertar de la Vida).
Después de una gira de conferencias en 1966, renunció a su puesto de profesor.
En una serie de charlas en 1968, publicada posteriormente bajo el título Del Sexo a la Superconsciencia, escandalizó a los líderes hindúes por hacer un llamamiento a una aceptación más libre del sexo y llegó a ser conocido como el "Gurú del Sexo" en la prensa india.
Cuando en 1969 fue invitado para hablar en la Segunda Conferencia Mundial Hindú, a pesar de los recelos de algunos líderes hindúes, aprovechó la ocasión para plantear una vez más una polémica, afirmando que "cualquier religión que considera una vida sin sentido y llena de miseria, y enseña el odio a la vida, no es una religión verdadera. La religión es un arte que muestra la forma de disfrutar la vida".
Caracterizó a los sacerdotes por estar motivados por el interés propio, provocando al  shankaracharia de Puri, quien trató en vano de que su discurso se detuviera.

### Bombay: 1970-1974
En un evento público de meditación en la primavera de 1970, Osho presentó su método de Meditación Dinámica, por primera vez.
Salió de Jabalpur para Bombay a finales de junio.
El 26 de septiembre de 1970, inició su primer grupo de discípulos o neo-sanniasins.
Ser un discípulo significaba asumir un nuevo nombre y usar el tradicional atuendo naranja de los hombres santos y ascéticos de la India, incluyendo un mala (collar de cuentas esféricas) que lleva un medallón con su fotografía.
No obstante, sus sanniasins eran alentados a seguir una celebración en lugar de un estilo de vida ascético.
Él mismo no estaba aquí para ser adorado, sino para verlo como un agente catalítico, "un sol incitando a que la flor se abra".
Para entonces había conseguido una secretaria, Laxmi Thakarsi Kuruwa, quien como su primer discípulo había tomado el nombre de Ma Yoga Laxmi.
Laxmi era la hija de uno de sus primeros seguidores, un rico jaina que había sido un apoyo clave del Partido del Congreso Nacional durante la lucha por la independencia India, con estrechos vínculos con Gandhi, Nehru y Morarji Desai.
Ella puso el dinero que permitió a Osho dejar sus viajes y asentarse.
En diciembre de 1970, se trasladó a los Departamentos de Woodlands en Bombay, donde dio conferencias y recibió visitantes, entre ellos sus primeros visitantes occidentales.
Viajó pocas veces, y dejó de hablar en reuniones abiertas al público.
En 1971, adoptó el título de "Bhagwan Shri Rajnísh".
Shri es una forma cortés de dirigirse a alguien equivalente a la palabra en español "Señor"; Bhagwan quiere decir "bendito", utilizado en las tradiciones indias como una forma de respeto para un ser humano en el que lo divino ya no se oculta, sino que se muestra.

### Unashramen Pune: 1974-1981
En 1974, en el 21 º aniversario de su experiencia en Jabalpur, se trasladó a una casa en el Parque Koregaon, Pune, comprado con la ayuda de Ma Yoga Mukta (Catherine Venizelos), una griega heredera de la marina mercante.
Osho enseñó en el ashram en Pune desde 1974 hasta 1981. Las dos casas contiguas y 6 acres (24 000 m²) de tierra se convirtieron en el núcleo de un ashram, y la propiedad sigue siendo el corazón del actual Osho International Meditation Resort (Resort de Meditación Osho International). Se permitió la grabación normal de audio, y más tarde, la grabación de videos e impresión de sus discursos para su distribución en todo el mundo, permitiéndolo llegar a audiencias más grandes. El número de visitantes occidentales aumentó considerablemente.
El ashram pronto presentó un centro de artes y manualidades produciendo ropas, joyas, cerámicas y cosméticos ecológicos y actuaciones organizadas de teatro, música y mímica.
A partir de 1975, después de la llegada de varios terapeutas del Movimiento del potencial humano, el ashram comenzó a complementar las meditaciones con un creciente número de grupos de terapia, el cual se convirtió en una fuente importante de ingresos para el ashram.
El ashram en Pune era según todos un emocionante e intenso lugar en el cual estar, con una atmósfera de locos en carnaval y cargada emocionalmente.
El día comenzaba a las 6:00 a. m. con Meditación Dinámica.
A partir de las 8:00 a. m., Osho daba de unos 60 a 90 minutos discursos espontáneos en el auditorio "Salón del Buda" del ashram, comentando sobre los textos religiosos o respondiendo preguntas de los visitantes y discípulos.
Hasta 1981, las series de discursos dadas en hindi se alternaban con las dadas en inglés.
Durante el día, se llevaban a cabo varias meditaciones y terapias, cuya intensidad estaba atribuida a la energía espiritual del "campo búdico" de Osho.
En las tardes de dárshana, Osho conversaba de forma individual con los discípulos o visitantes e iniciaba discípulos ("dando sanniás").
Los sanniasins venían para el dárshana cuando se iban o regresaban de sus otras actividades o cuando tenían algo de lo que querían hablar.
Para decidir en qué terapias participar, los visitantes bien consultaban a Osho o escogían de acuerdo a sus propias preferencias.
Algunos de los primeros grupos de terapia en el ashram (incluyendo un grupo de Encuentro), eran experimentales, permitiendo la agresividad física y relaciones sexuales entre los participantes.
Informes contradictorios sobre las lesiones sufridas en las sesiones de grupo de Encuentro empezaron a aparecer en la prensa.
A su vez, Richard Price, un destacado terapeuta del Movimiento del Potencial Humano y cofundador del Instituto Esalen, encontró que los grupos alentaban a que los participantes 'sean violentos' y no a 'jugar a ser violentos' (la norma en los grupos de Encuentro en Estados Unidos), y los criticó por "el peor de los errores de unos líderes inexpertos de Esalen".
Se dice que Price salió del ashram de Pune con un brazo fracturado tras un período de ocho horas encerrado en una habitación con participantes armados con armas de madera.
A Bernard Gunther, su colega de Esalen, le fue mejor en Pune y escribió un libro, Morir por la Iluminación, presentando fotografías y descripciones líricas de las meditaciones y los grupos de terapia.
La violencia en los grupos de terapia finalmente terminó en enero de 1979, cuando el ashram emitió un comunicado de prensa indicando que la violencia "había cumplido su función en el contexto general del ashram como una comuna espiritual en evolución".
Los sanniasins que se habían "graduado" después de meses de meditación y terapia estarían aptos para trabajar en el ashram, en un ambiente que se inspiraba conscientemente en la comunidad que el místico ruso Gurdjieff dirigió en Francia en la década de 1930.
Las principales características copiadas de Gurdjieff fueron un trabajo duro, no remunerado, y supervisores escogidos por su personalidad abrasiva, ambos diseñados para provocar las oportunidades para la auto-observación y la trascendencia.
Varios discípulos optaron por quedarse durante años.
Además de la controversia en torno a las terapias, las denuncias sobre el uso de drogas entre los sanniasins comenzaron a manchar la imagen del ashram.
Algunos sanniasins occidentales financiaban estadías prolongadas a través de la prostitución y el tráfico de drogas.
Más tarde dijeron que, si bien Osho no estaba directamente involucrado, ellos discutieron estos planes y actividades con él en el dárshana y él les dio su bendición.
Por el final de la década de 1970, el ashram de Pune era muy pequeño para contener el rápido crecimiento y Osho pidió que se encontrara un lugar más grande.
Los sanniasins de toda la India empezaron a buscar propiedades: las que se hallaron incluían una en el Distrito de Kutch en Guyarat y dos más en el norte montañoso de la India.
Los planes nunca se llevaron a cabo ya que el aumento de las tensiones entre el ashram y el gobierno del Partido Janata de Morarji Desai terminó en un callejón sin salida.
Se negó la aprobación del uso del terreno y, más importante aún, el gobierno dejó de expedir visados a los visitantes extranjeros que indicaban al ashram como su principal destino.
Además, el gobierno de Desai canceló la exención de impuestos del ashram con efecto retroactivo, resultando en una demanda estimada en $5 millones.
Los conflictos con varios líderes religiosos indios agravó la situación. En 1980 el ashram se había vuelto tan polémico que Indira Gandhi, a pesar de una asociación anterior entre Osho y el Partido del Congreso Nacional Indio que data de los años sesenta, no estaba dispuesta a interceder por él después de su regreso al poder.
En mayo de 1980, durante uno de los discursos de Osho, un atentando contra su vida fue hecho por Vilas Tupe, un joven fundamentalista hindú.
Tupe alegó que él realizó el ataque porque creía que Osho era un agente de la CIA.
Para el año 1981, el ashram de Osho acogía 30 000 visitantes al año.
Para ese entonces, el público predominante en los discursos diarios eran europeos y estadounidenses.
Muchos observadores notaron que el estilo de las conferencias de Osho cambió a finales de los setenta, centrándose menos en lo intelectual y más en las bromas sarcásticas con un toque de humor negro destinado a conmocionar o divertir a su audiencia.
El 10 de abril de 1981, habiendo dado discursos diariamente por casi 15 años, Osho entró en un periodo de tres años y medio de silencio público autoimpuesto, y en satsangs, sentándose en silencio con música y lecturas de obras espirituales tales como El profeta (de Khalil Gibran) o el Isha-upanishad.
Casi al mismo tiempo, Ma Anand Sheela (Sheela Silverman) reemplazó a Ma Yoga Laxmi como la secretaria de Osho.

### Estados Unidos y la comuna en Oregón: 1981-1985
En 1981, el aumento de las tensiones alrededor del ashram en Pune, así como las críticas de sus actividades y las amenazantes acciones punitivas por las autoridades indias, dieron un nuevo impulso para el traslado del ashram a Estados Unidos.
Osho se retiró de los discursos públicos durante este tiempo, e ingresó a un periodo de silencio que se prolongó hasta noviembre de 1984.
Pasó la mayor parte de su tiempo en aislamiento y solo se comunicó con unos pocos discípulos, entre ellos Ma Anand Sheela y su compañera íntima y cuidadora Ma Yoga Vivek (Christine Woolf).
Osho no dio conferencias durante este tiempo; en lugar de eso, en las tardes se ponía para la audiencia los videos de sus discursos.
El 1 de junio, viajó a los Estados Unidos con una visa de turista, supuestamente para fines médicos, y pasó varios meses en un centro de retiro rajnishe ubicado en el Kip's Castle de Montclair (Nueva Jersey).
Había sido diagnosticado con hernia discal en la primavera de 1981 y fue tratado con varios médicos, entre ellos James Cyriax, un reumatólogo y experto en inyecciones epidurales del Hospital de Santo Tomás traído desde Londres.
Sheela declaró públicamente que Osho estaba en grave peligro si se quedaba en la India, pero recibiría un tratamiento médico adecuado en los Estados Unidos si llegara a requerir cirugía.
De acuerdo a Susan J. Palmer, el traslado a Estados Unidos "parece haber sido una decisión unilateral por parte de Sheela".
Gordon (1987) señala que Sheela y Osho habían discutido la idea de establecer una nueva comuna en los Estados Unidos a finales de 1980, aunque él no estuvo de acuerdo en viajar sino hasta mayo de 1981.
La anterior secretaria de Osho, Laxmi, informó a la periodista Frances FitzGerald que "ella no había logrado encontrar una propiedad en la India adecuada a las necesidades de [Osho], y así, cuando llegó la noticia de emergencia médica, la iniciativa había pasado a Sheela".
Osho nunca buscó un tratamiento médico durante su estancia en Estados Unidos, haciendo que el Servicio de Inmigración y Naturalización creyera que él tenía un intento preconcebido de permanecer allí.
Más tarde Osho se declaró culpable de fraude de inmigración, incluida la puesta de declaraciones falsas en su solicitud inicial de visado.

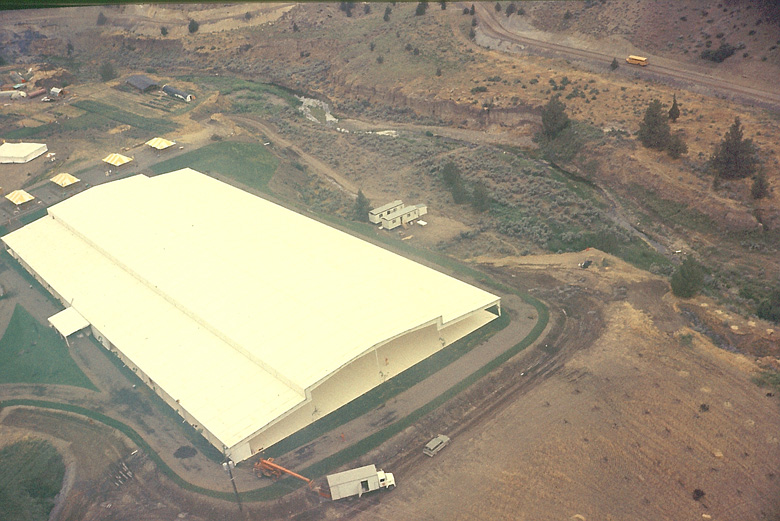
Salón de Meditación y Discursos en Rajnishpuram.

El 13 de junio de 1981, el esposo de Sheela, Swami Prem Chinmaya (Marc Harris Silverman), compró por US$ 5.75 millones, un rancho de 64 229 acre (260 km²), antes conocido como "The Big Muddy Ranch" (El Gran Rancho de Lodo, en español), ubicado entre dos condados de Oregón (condado de Wasco y condado de Jefferson).
Fue renombrado "Rancho Rajnísh" y Osho se trasladó allí el 29 de agosto.
Las primeras reacciones de las comunidades locales fueron de hostilidad a tolerancia, según la distancia del rancho.
Al cabo de 3 años se produjeron una serie de batallas legales, principalmente por el uso del terreno.
En mayo de 1982, los residentes del Rancho Rajnísh votaron a favor de incorporarlo como la ciudad de Rajnishpuram.
Los conflictos con los residentes locales se volvieron más amargos y, en los años siguientes, la comuna fue objeto de una constante y coordinada presión de diversas coaliciones.
La postura de sus dirigentes fue intransigente, de confrontación e impaciente: sus conductas fueron implícitamente amenazadoras, y los cambios reiterados de los planes fijados de la comuna parecían un engaño intencionado.
En cierto momento, la comuna trajo de varias ciudades de Estados Unidos a un gran número de personas sin hogares en un fallido intento de cambiar el resultado de una elección, antes de soltarlos en los alrededores de las ciudades y dejar que el Estado de Oregón los regresara a sus ciudades de origen a expensas del estado. Los sanniasins comunes ignoraban y/o no compartían el juego sucio del escuadrón que administraba la comuna, sino que se centraron en el trabajo diario de la meditación y la elaboración de una vida destinada a ser un modelo global. No compartieron la paranoia de estas acciones y algunos estaban avergonzados por ello.

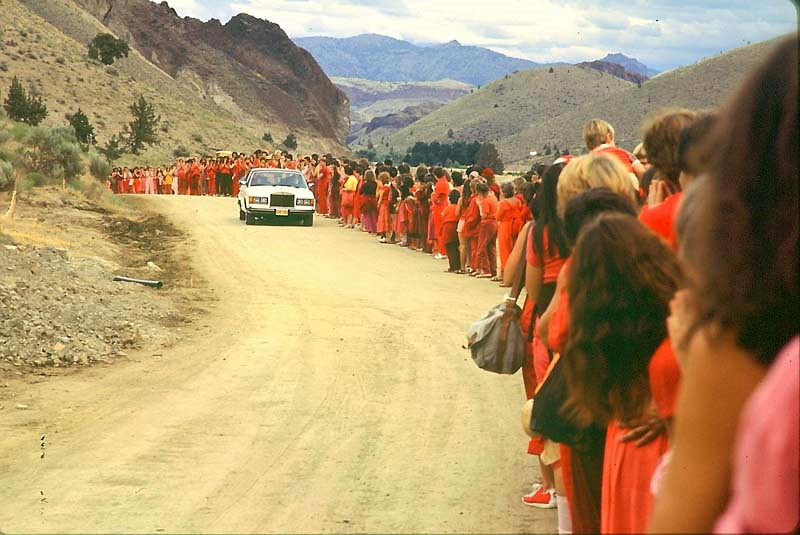
Osho recibido por sanniasins en uno de los paseos diarios en Rajnishpuram, durante el Primer Festival del Rancho (1982).

Osho vivió en una caravana (casa móvil) al lado de una piscina cubierta y otras instalaciones. No dio discursos y solo vio a la mayoría de los residentes cuando, a diario, pasaba lentamente con su coche, ya que estaban junto a la carretera.
Él ganó notoriedad por los muchos Rolls-Royces comprados para su uso, finalmente sumaron 93 vehículos.
Esto lo convirtió en el mayor propietario de automóviles en el mundo.
Sus seguidores se propusieron finalmente expandir esa colección hasta llegar a 365 Rolls-Royces: uno para cada día del año.
En 1981, Osho dio a Sheela un mandato limitado y removió los límites al año siguiente.
En 1983, Sheela anunció que en adelante él solo hablaría con ella.
Más tarde él afirmaría que ella lo mantuvo ignorante.
Varios sanniasins expresaron dudas sobre si Sheela representaba adecuadamente a Osho, y varios disidentes dejaron Rajnishpuram en protesta por su liderazgo autocrático.
Debido a los matrimonios arreglados, los sanniasins sin la ciudadanía estadounidense experimentaron problemas de visado que algunos intentaron superar.
En este sentido, los administradores de la comuna intentaron resolver la propia dificultad de Osho por declararlo como la cabeza de una religión, "rajnishismo":
en noviembre de 1981 Osho solicitó un permiso de residencia como un trabajador religioso, el cual fue negado por el argumento de que no podría dirigir una religión mientras esté enfermo y en silencio.
Esta decisión se anuló posteriormente por defectos procesales y tres años después, en 1984, se le concedió permiso para quedarse como líder religioso.
Durante los años en Oregón se observó un mayor énfasis en la predicción de Osho de que el mundo podría ser destruido por una guerra nuclear u otros desastres en algún momento de la década de 1990.
Osho ya lo había dicho desde 1964 que "la tercera y última guerra está en camino" y frecuentemente hablaba de la necesidad de una "nueva humanidad" para evitar el suicidio global.
Ahora esto se convirtió en la base para un nuevo exclusivismo, y en un artículo de 1983 en el Boletín de la Fundación Rajnísh anunciando que "el rajnishismo está creando un Arca de Noé de la consciencia... yo les digo que, a excepción de esto no hay otra manera", aumentó el sentido de urgencia en la construcción de la comuna de Oregón.
En marzo de 1984, Sheela anunció que Osho había predicho la muerte de dos tercios de la humanidad por el sida.
Se exigió a los sanniasins que cuando tuvieran relaciones sexuales utilizaran guantes de goma y condones, y que evitaran los besos, medidas ampliamente representadas en la prensa como una reacción exagerada y extrema puesto que en ese momento los condones normalmente no eran recomendados para la prevención del sida.
En una ocasión, Osho catalogó a este enfoque como un ardid para despertar a la gente, y para que dejen de preocuparse en trivialidades, todo esto sin dejar de considerar que el mundo está realmente en posición de cometer un suicidio global.
Durante su estancia en Rajnishpuram, Osho dictó tres libros bajo la influencia del óxido nitroso que le fue administrado por su dentista personal durante las sesiones de su tratamiento odontológico: Vislumbres de una Infancia Dorada, Notas de un Loco y Libros Que He Amado.
Más tarde Sheela declaró que Osho tomaba sesenta miligramos de diazepam todos los días para mantener la calma y que era adicto al óxido nitroso.
Osho negó estas acusaciones al ser interrogado sobre ello por los periodistas.

#### Ataque bioterrorista de 1984
Para beneficio de Sheela, Osho la había preparado en su función con la prensa, y durante su periodo de silencio público declaró en privado que cuando Sheela hablaba, lo hacía en representación de él.
También la había apoyado cuando las disputas sobre su comportamiento surgían dentro de la dirigencia de la comuna, pero en la primavera de 1984, cuando la tensión entre el círculo interno alcanzó su punto máximo, se convocó una reunión con Sheela y su personal interno.
De acuerdo al testimonio de Swami Devageet (Charles Harvey Newman) ella fue amonestada frente a los demás, declarando Osho que su casa, y no de ella, era el centro de la comuna.
También dice haber advertido que cualquiera que se acercara a él se volvería inevitablemente un blanco para Sheela.
Varios meses después, el 30 de octubre de 1984, terminó su periodo de silencio público, anunciando que era momento de "hablar sus propias verdades".
En julio de 1985, volvió a los discursos públicos diarios en el salón de meditación de 2 acre (8100 m²), contra los deseos de Sheela de acuerdo a las declaraciones que él hizo a la prensa.
El 16 de septiembre de 1985, pocos días después de que Sheela y todo su equipo directivo hubieran dejado repentinamente la comuna para ir a Europa, Osho sostuvo una conferencia de prensa en la que llamó a Sheela y a sus socios una "banda de fascistas".
Los acusó de haber cometido una serie de delitos graves, la mayoría de estos se remontan a 1984, e invitó a las autoridades a que investigaran.
Los delitos alegados, que él afirmó que habían sido cometidos sin su conocimiento o consentimiento, incluían el intento de asesinato de su médico personal, el envenenamiento de funcionarios públicos, escuchas telefónicas y espionaje dentro de la comuna y dentro de su propia casa, y un ataque bioterrorista a los ciudadanos de The Dalles, Oregón, usando Salmonella.
Si bien sus denuncias fueron recibidas inicialmente con escepticismo por los observadores externos,
en una posterior investigación de las autoridades estadounidenses se confirmaron esas acusaciones y dieron lugar a la condena de Sheela y varios de sus lugartenientes.
El 30 de septiembre de 1985, Osho negó que él era un maestro religioso.
Sus discípulos quemaron 5000 copias del Libro del rajnishismo, una compilación de 78 páginas de sus enseñanzas que definían "rajnishismo" como "una religión sin religión".
Él dijo que ordenó la quema de libros para librar a la secta de los últimos vestigios de la influencia de Sheela, cuyas ropas fueron también "puestas a la hoguera".
El ataque de la salmonella se señaló como el primer caso confirmado de terrorismo químico o biológico que se ha producido en los Estados Unidos.
Osho declaró que porque estaba en silencio y aislamiento, reuniéndose solo con Sheela, no estaba al tanto de los crímenes cometidos por la dirección de Rajnishpuram hasta que Sheela y su "pandilla" se fueron y los sanniasins se acercaran a informarle.
Algunos comentaristas dijeron que, en su opinión, Sheela estaba siendo utilizada como un chivo expiatorio.
Otros han señalado al hecho de que aunque Sheela haya espiado el cuarto de vivienda de Osho y haya puesto sus grabaciones a disposición de las autoridades estadounidenses como parte de su propia declaración pactada de culpabilidad, no hay evidencia que haya salido a la luz de que Osho haya sido parte de estos crímenes.
Sin embargo, Gordon (1987) informa de que Charles Turner, David Frohnmayer y otros agentes del orden que habían examinado las declaraciones juradas nunca lo difundieron públicamente y quienes escucharon cientos de horas de grabaciones de la cinta, le insinuaron que Osho era culpable de más delitos que aquellos por los que finalmente fue procesado.
Frohnmayer afirmó que la filosofía de Osho no estaba "desaprobando la intoxicación" y que sintió que él y Sheela habían sido "realmente malvados".
Según el testimonio judicial de Ma Ava (Ava Ávalos), una discípula prominente, Sheela puso para sus asociados una grabación de una reunión que ella había tenido con Osho acerca de la "necesidad de matar personas" con el fin de fortalecer la débil determinación de los sanniasins a participar en su sanguinaria conspiración: "Ella volvió a la reunión y [...] empezó a reproducir la cinta. Fue un poco difícil escuchar lo que él estaba diciendo. [...] Y la esencia de la respuesta de Bhagwan, sí, iba a ser necesario matar personas para permanecer en Oregón. Y que realmente matar personas no era una cosa tan mala. Y que Hitler en realidad era un gran hombre, aunque él (Osho) no pudo decir eso públicamente ya que eso nadie entendería. Hitler tenía gran visión".
Sheela inició sus intentos de asesinar a la compañera íntima y cuidadora de Osho, Ma Yoga Vivek, y a su médico personal, Swami Devaraj (Dr. George Meredith), porque ella sintió que ellos eran una amenaza para Osho. Avalos afirmó que Sheela y Vivek se hicieron enemigas desde el principio, en el establecimiento de la comuna Rajnísh en Pune, India. De acuerdo a Avalos, Sheela estaba celosa de la cercanía y de la influencia que ella ejercía sobre Osho, y declaró que Sheela convenció a sus seguidores de que Vivek estaba conspirando con Devaraj para matar a Bhagwan. Sheela también había grabado secretamente una conversación entre Devaraj y Osho "en el cual el médico estuvo de acuerdo en conseguir las drogas que el gurú quería para asegurarse una muerte tranquila si es que él decidía quitarse la vida".

### Sentencia
El 23 de octubre de 1985, un jurado federal emitió treinta y cinco cargos contra Osho y muchos otros discípulos por conspiración de evadir las leyes de inmigración.
La acusación era a puerta cerrada, pero la noticia fue llevada al abogado de Osho.
Las negociaciones para permitir a Osho entregarse a las autoridades en Portland si una orden de arresto fuera emitida fracasó.
Rumores de una toma de posesión por parte de la Guardia Nacional de los Estados Unidos y una planificada detención violenta de Osho, dio lugar a inquietudes y temores a disparos.
Sobre la base de las grabaciones de Sheela, las autoridades manifestaron la creencia de que existió un plan donde a las mujeres y niños "sanniasins" se les requiriera para servir de escudos humanos, en caso de que las autoridades hubiesen intentado arrestar a Osho en la comuna.
El 28 de octubre de 1985, Osho y un pequeño número de sanniasins que lo acompañaban fueron arrestados sin una autorización legal y a punta de pistola a bordo de un alquilado Learjet en una pista de aterrizaje en Carolina del Norte; de acuerdo a las autoridades federales, el grupo estaba camino a las Bermudas para evitar ser procesados. $58 000 dólares en efectivo, 35 relojes y brazaletes valorados en $1 millón fueron encontrados en la aeronave.
Por lo que todos dicen, Osho no había sido informado del inminente arresto ni de la razón del viaje.
Osho fue separado de los demás y, a pesar del hecho de que no había siquiera órdenes de detención, se negaron a darle la libertad bajo fianza. Después de haber estado detenido durante siete días en Charlotte (Carolina del Norte), se le dijeron a los abogados de Osho que él estaba siendo enviado en avión a la prisión de Oregón, en Portland, para ser juzgado. En consecuencia, todos regresaron a Portland para concurrir con el avión. Solo que, cuando llegó, Osho no estaba en él. Lejos de ser enviado en avión de vuelta a Oregón, Osho fue trasladado clandestinamente a la ciudad de Oklahoma. Allí Osho fue retenido incomunicado y forzado a registrarse bajo el seudónimo de David Washington, en la cárcel del condado de Oklahoma. De acuerdo a Osho, "La idea era que si yo escribo David Washington y firmo David Washington, puedo ser asesinado, envenenado, destrozado y no habrá ninguna prueba de que alguna vez haya entrado a la cárcel [...]"
Eventos subsecuentes indican que es probable que haya sido envenenado con el metal pesado talium (un tipo de veneno que destruye la resistencia del cuerpo contra enfermedades), mientras se encontraba en esa prisión y en la Penitenciaría Federal de El Reno (Oklahoma) (lugar donde finalmente fue localizado por sus abogados para traerlo de regreso a Portland).
El encarcelamiento de Osho y su transferencia a través del país se convirtieron en un espectáculo internacional, donde Osho fue exhibido con esposas. A los funcionarios les tomó los diez días completos disponibles legalmente transferirlo a Portland para la acusación.
Después de comenzar a declararse "no culpable" de todos los cargos y ser liberado bajo fianza, Osho, por consejo de sus abogados, accedió a una "Declaración de Alford" ―un tipo de declaración de culpabilidad a través del cual el sospechoso no admite la culpa pero admite que hay suficiente evidencia como para probarla más allá de una duda razonable― a 2 de los 35 cargos en su contra: un cargo por tener un intento oculto de residir permanentemente en los Estados Unidos en el momento de su solicitud original de visado en 1981 y otro por haber conspirado en tener "sanniasins" dentro de matrimonios falsos para que puedan adquirir una residencia en Estados Unidos.
Bajo el acuerdo de sus abogados hecho con la oficina del fiscal de Estados Unidos, se le concedió una sentencia suspendida de 10 años, 5 años de libertad condicional y una multa de $400 000 por costos de sanciones y procesamientos, acordó salir de los Estados Unidos y no podía regresar durante al menos cinco años sin el permiso del fiscal general de los Estados Unidos.

### Gira Mundial y el Retorno a Pune: 1985-1990
Después de su salida de los Estados Unidos, Osho regresó a la India, aterrizando en Delhi el 17 de noviembre. Fue recibido como héroe por sus discípulos indios y denunció a los Estados Unidos, diciendo que el mundo debe "poner al monstruo Estados Unidos en su lugar" y que "O a Estados Unidos se le calla o Estados Unidos constituirá el fin del mundo".
Luego se quedó por seis semanas en Himachal Pradesh. Cuando las visas de los no-indios en su grupo habían sido revocadas, se trasladó a Katmandú (Nepal), y habló dos veces al día durante los siguientes dos meses. En febrero, el gobierno nepalí rehusó a otorgar visados a sus visitantes y asistentes. Unos meses más tarde Osho abandona Nepal y se embarca en un tour mundial. Viaja a Creta, donde se le concede una visa de turista de 30 días. Pero tan solo 18 días después, la policía del Servicio de Inteligencia Nacional de Grecia entra violentamente en la casa donde se aloja, lo arresta a punta de pistola y lo deporta. Los medios de comunicación griegos indican que la presión del gobierno y la iglesia provocaron la intervención de la policía. Luego voló a Ginebra (Suiza), luego a Estocolmo y a Londres, pero en cada caso fue negada su entrada. Luego Canadá negó el permiso de aterrizaje, así que su avión regresó al aeropuerto de Shannon, Irlanda, para abastecerse de combustible. Allí se le permitió permanecer por dos semanas, en un hotel en Limerick, con la condición de no salir o dar charlas. Durante las siguientes semanas, Osho visita o solicita permiso de visitar varios países en Europa y América. Todos estos países se niegan a otorgarle una visa de visitante o revocan la visa otorgada tras su llegada y lo obligan a partir. Algunos incluso niegan el permiso de aterrizaje para su avión, tal como sucedió con Canadá. Después a Osho se le otorga una cédula de identidad uruguaya, un año de residencia provisional y una posibilidad de residencia permanente, así que el grupo se establece, teniendo como parada Madrid, donde el avión fue rodeado por la Guardia Civil. Le es permitido pasar una noche en Dakar, luego continuó para Recife y Montevideo. En Uruguay, el grupo se trasladó a una casa en Punta del Este donde Osho empieza a hablar públicamente. El gobierno de este país programa una conferencia de prensa para el 14 de mayo durante la cual anunciará que se otorgará residencia permanente a Osho en Uruguay. El Presidente de Uruguay, Sanguinetti, más tarde admite que recibió una llamada de Estados Unidos la noche anterior a la conferencia de prensa. En esta llamada se le dijo que si permitía a Osho la estancia en Uruguay, la deuda de seis millones de dólares que Uruguay tenía con Estados Unidos debía ser pagada inmediatamente y no se autorizarían más préstamos. El 18 de junio Osho recibe la orden de abandonar Uruguay.[cita requerida] Una visa de dos semanas fue organizada para Jamaica, pero a su llegada en Kingston, la policía dio al grupo 12 horas para salir. Reabasteciendo el combustible en Gander (Ciudad de la Isla de Terranova de Canadá) y en Madrid, Osho regresó a Bombay, India, el 30 de julio de 1986.
En enero de 1987, Osho regresó al ashram en Pune,
donde sostuvo todos los días discursos en las tardes, excepto cuando era interrumpido por su intermitente mala salud.
Las publicaciones y terapias se reanudaron y el ashram empezó a crecer, ahora como una "Multiversidad" donde la terapia actuaba como un puente para la meditación.
Osho diseñó nuevos métodos de "terapias para la meditación" tales como la "Rosa Mística" y por primera vez en más de diez años, él empieza a guiar personalmente la meditación al final de los discursos de las tardes.
Sus discípulos occidentales no formaron grandes comunas, la mayoría prefería la vida independiente y ordinaria.
Los ropajes Rojo/Naranja y el mala se abandonaron en gran medida, habiendo sido opcionales desde 1985.
El uso de túnicas de color rojo ―solo dentro de las instalaciones del ashram― fue reintroducido en el verano de 1989, junto con las túnicas blancas usadas para la meditación de la tarde y las túnicas negras para los líderes de grupo.
En noviembre de 1987, Osho expresó la convicción de que su salud se estaba deteriorando (náuseas, fatiga, dolor en las extremidades y la falta de resistencia a las infecciones) debido a la intoxicación por parte de las autoridades de Estados Unidos mientras estaba en prisión.
Sus médicos y su exabogado, Philip J. Toelkes (Swami Prem Niren), presentaron la hipótesis de que ―como sus síntomas se concentraban en el lado derecho del cuerpo― debía de haber dormido sobre su lado derecho encima de colchones (en cárceles de Carolina del Norte, Oklahoma y finalmente en Portland) deliberadamente irradiados con talio, pero no hubo ninguna prueba contundente.
El fiscal estadounidense Charles H. Hunter describió esto como una "completa ficción". Otra explicación menos siniestra es que Osho ―a quien se le había diagnosticado diabetes muchos años atrás― habría sufrido una serie de problemas sistémicos en las etapas finales de su enfermedad crónica, quizá exacerbadas por el estrés que experimentó en la cárcel y por el uso de óxido nitroso y diazepam en los años ochenta.
Desde principios de 1988, los discursos de Osho se centraron exclusivamente en el Zen.
A finales de diciembre, declaró que no quería ser nombrado "Bhagwan Shri Rajnísh", y en febrero de 1989, solicitado por sus discípulos, adoptó el nombre "Osho Rajnísh", abreviado a "Osho" en septiembre.
Asimismo, solicitó que todas las marcas anteriores con Rajnísh se renombraran a nivel internacional a OSHO.
Él explica que este nombre deriva de la palabra oceanic, creada por William James, que significa disolviéndose en el océano y que en el lejano Oriente quiere decir El Bendecido, sobre quien el cielo vierte flores. Pronunció su último discurso público en abril de 1989, a partir de entonces simplemente se sentó en silencio con sus seguidores, y descansando para recuperarse de sus problemas de salud. En julio su salud mejora y aparece dos veces a dar dárshanas silenciosos durante el Festival, ahora llamado Celebración de Luna Llena de Osho. En agosto de 1989, comienza a aparecer diariamente en el Auditorio Gautama el Buda para el dárshana de las tardes. Inaugura un grupo especial de sanniasins en túnicas blancas, llamado "Osho White Robe Brotherhood" (Hermandad de las Túnicas Blancas de Osho), luego solicita a todos los sanniasins y no sanniasins que asistan al dárshana de las tardes, y que utilicen los ropajes blancos. Después de celebrar su cumpleaños, el 11 de diciembre de 1989, el maestro comenzó a decaer nuevamente. Su doctor culpa a alguien de entre los miembros de la audiencia de cantar mantras en los discursos que emiten energías negativas dañinas para sus centros nerviosos. Dos días más tarde, el médico insiste en que alguien está utilizando magia negra para dañar al maestro. Osho dijo que podía defenderse y devolver el mal a esa persona, pero que no es su estilo.
Muere a las 17:30 horas del 19  de enero de 1990, a la edad de 58 años. Su epitafio reza: "Osho Nunca Nació, Nunca Murió, Solo Visitó este Planeta Tierra entre el 11 de diciembre de 1931 y el 19 de enero de 1990". Antes de su muerte, le preguntaron qué pasaría cuando se fuera. Respondió: "Si hay algo de verdad en lo que he dicho, sobrevivirá. La gente interesada en mi trabajo llevará la antorcha, sin imponer nada a nadie..., deseo que no olviden el amor, en torno del cual ninguna iglesia puede ser creada, como la celebración, el regocijo y el tener la mirada inocente como un niño... Conózcanse a sí mismos, el camino está dentro". Sus cenizas fueron colocadas en su reciente dormitorio en la Casa de Lao Tzu en el ashram de Pune.

## Enseñanzas
Las enseñanzas de Osho, entregadas a través de sus discursos, no fueron presentadas en un marco académico, sino intercaladas con bromas y presentadas con una retórica que muchos encontraron fascinante.
El énfasis no era estático sino que cambiaba con el tiempo: Osho se deleitaba en la paradoja y en la contradicción, lo que hace su trabajo difícil de resumir.
Su comportamiento parecía totalmente en desacuerdo con las imágenes tradicionales de individuos iluminados; sus primeras conferencias, en particular, fueron famosas por su humor y su negativa a tomar todo en serio.
Ese comportamiento fue explicado como "una técnica de transformación" para empujar a la gente "más allá de la mente".
Habló sobre las principales tradiciones espirituales, incluyendo el Jainismo, Hinduismo, Judaísmo jasídico, Tantrismo, Taoísmo, Cristianismo, Budismo, sobre una variedad de místicos occidentales y orientales, y sobre las sagradas escrituras tales como los Upanishads y el Gurú Granth Sahib.
El sociólogo Lewis F. Carter vio sus ideas como enraizadas en el advaita hindú, en el que las experiencias humanas de separación, dualidad y temporalidad se consideran una especie de danza o un juego de la consciencia cósmica en la que todo es sagrado, todo tiene un valor absoluto y es un fin en sí mismo.
Si bien su contemporáneo Jiddu Krishnamurti no estaba de acuerdo con Osho, hay claras similitudes entre sus respectivas enseñanzas. Pero no solo Krishnamurti no estaba de acuerdo sino que lo despreciaba, lo consideraba un manipulador, además un plagiario, que había tomado de él ideas importantes, como la de que ya no hay gurúes o autoridades, por más que ejerciera siempre como gurú.
Osho también se basó en una amplia gama de ideas occidentales.
Su punto de vista de la unidad de los opuestos recuerda a Heráclito, mientras su descripción del hombre como una máquina, condenado a acciones vacías procedentes de patrones inconscientes y neuróticos, tenía mucho en común con Freud y Gurdjieff.
Su visión del "hombre nuevo" que trasciende las limitaciones de la convención es una reminiscencia de Más allá del bien y del mal de Friedrich Nietzsche;
su punto de vista sobre la liberación sexual es semejante al de D. H. Lawrence;
y sus meditaciones "dinámicas" le deben las gracias a Wilhelm Reich.

### El Ego y la Mente
Según Osho, cada ser humano es un Buda con la capacidad de iluminarse, capaz de amar incondicionalmente y de responder en lugar de reaccionar a la vida, aunque el ego por lo general impide esto, identificándose con el condicionamiento social y creando falsas necesidades y conflictos y un sentido ilusorio de identidad que no es nada más que una barrera de sueños.
De lo contrario, el ser natural del hombre puede florecer en un movimiento desde la periferia al centro.
Osho considera a la mente, en primer lugar y ante todo, como un mecanismo de supervivencia, replicando estrategias de comportamiento que han resultado tener éxito en el pasado. Sin embargo, dijo que la atracción de la mente hacia el pasado priva a los seres humanos de la posibilidad de vivir auténticamente en el presente, causando que repriman sentimientos genuinos y que se aíslen de las experiencias de gozo que surgen naturalmente cuando se abraza el momento presente: "La mente no tiene capacidad inherente para la alegría.... Solo piensa en la alegría".
El resultado es que las personas se envenenan a sí mismas con todo tipo de neurosis, celos e inseguridades.
Sostuvo que la represión psicológica, a menudo defendida por los líderes religiosos, hace que los sentimientos reprimidos re-surjan en otra forma, y que la represión sexual causaba que las sociedades se obsesionen con el sexo.
En lugar de suprimir, las personas deberían confiar y aceptarse a sí mismas incondicionalmente.
Esto no sólo debería ser comprendido de manera intelectual, ya que la mente sólo podría asimilarlo como una pieza más de información: en vez de eso, es necesario la meditación

### Meditación
Osho presentó a la meditación no sólo como una práctica sino como un estado de consciencia que es mantenido en todo momento, una total consciencia que despierta al individuo del sueño de las respuestas mecánicas condicionadas por las creencias y expectativas.
Empleó psicoterapias occidentales en las fases preparatorias de la meditación para tener consciencia de los patrones mentales y emocionales.
En total recomendó más de un centenar de técnicas de meditación.
Sus propias técnicas de "Meditación Activa" están caracterizadas por etapas de actividad física que conducen al estado de silencio.
La más famosa de éstas sigue siendo la Meditación Dinámica, la cual ha sido descrita como un tipo de microcosmos desde el punto de vista de Osho.
Realizada con los ojos cerrados o vendados, se compone de cinco fases, cuatro de las cuales están acompañadas de música.
Primero el meditador participa en diez minutos de respiración rápida a través de la nariz.
Los segundos diez minutos son para la catarsis: «Permite que cualquier cosa que esté sucediendo suceda... Ríe, grita, salta, muévete: lo que sea que sientas hacer, ¡hazlo!».
Luego, durante diez minutos se salta arriba y abajo con los brazos en alto, gritando «¡Huu! ¡huu!» cada vez que se desciende sobre la planta de los pies.
En la cuarta, en un estado de silencio, el meditador se detiene de inmediato y totalmente, permaneciendo completamente inmóvil por quince minutos, manteniéndose como testigo de todo lo que sucede.
La última etapa de meditación consiste en quince minutos de baile y celebración.
Osho desarrolló otras técnicas de meditación activa, tales como la meditación de «sacudida» Kundalini y la meditación de «zumbido» nadabrahma, las cuales son menos activas, aunque también incluyen algún u otro tipo de actividad física.
Sus posteriores «terapias meditativas» requieren sesiones de varios días. La rosa mística de Osho comprende tres horas de risas todos los días durante una semana, tres horas de llanto todos los días durante la segunda semana, y en la tercera semana con tres horas de meditación silenciosa.
Estos procesos de «atestiguación» permiten un «salto en la consciencia».
Osho decía que tales métodos catárticos eran necesarios, ya que era difícil para la gente moderna sentarse y entrar en meditación. Una vez que los métodos habían proporcionado un vislumbre de meditación las personas serían capaces de usar otros métodos sin dificultad.

### Consciencia
Para Osho, la consciencia es la clave para vivir en equilibrio. La clave de despertar la consciencia según Osho es ser un observador. A diferencia de otros gurús que mencionan que se debe detener la mente, Osho menciona que no se debe ir en contra de la mente, ni forzarla, tampoco detenerla. El intento de detener la mente no hace más que pensar y obsesionarse con la mente. Osho recomienda ser un observador de la mente, dejar que los pensamientos pasen por la cabeza. Para detener la mente lo único que se debe hacer es observar, todos podemos ser observadores. Osho mencionó "Párate un día tranquilamente, en cualquier sitio, en cualquier momento. Mira, escucha y se testigo del mundo y de ti mismo. NO PIENSES. Limítate a ser testigo y a ver qué ocurre… Deja que crezca la actitud de ser testigo en cada célula de tu cuerpo, solo sé un testigo imparcial".

### Sanniás
Otro ingrediente fundamental era su propia presencia como maestro: «Un Maestro comparte su ser contigo, no su filosofía... Él nunca le hace nada al discípulo».
La iniciación que él ofreció era otro dispositivo: «Si tu ser puede comunicarse conmigo, se convierte en una comunión. Es la forma más elevada de comunicación posible: una transmisión sin palabras. Nuestros seres se fusionan. Esto es posible solo si te conviertes en un discípulo».
Pero, al final, como un gurú «autoparodiándose» explícitamente, Osho deconstruyó incluso su propia autoridad, declarando que su enseñanza no es nada más que un «juego» o una broma.
Enfatizaba que cualquier cosa puede convertirse en una oportunidad para la meditación.

### La renuncia y el «hombre nuevo»
Osho vio a su neo-sanniás como una forma totalmente nueva de disciplina espiritual, o como una que había existido alguna vez, pero que cayó en el olvido.
Sintió que el tradicional sanniás hindú se había convertido en un simple sistema de renunciación social e imitación.
Hizo hincapié en una completa libertad interior y la responsabilidad de uno mismo, sin exigir cambios de comportamientos superficiales, sino una transformación interna más profunda.
Los deseos debían ser aceptados y superados en lugar de ser negados.
Una vez que este florecimiento interior haya tomado su lugar, los deseos tales como el sexo serían dejados atrás.
Osho dijo que era «el gurú para ricos» y que la pobreza material no era un valor espiritual verdadero.
Se ha fotografiado a sí mismo usando ropa suntuosa y relojes hechos a mano
y, mientras tanto en Oregón, conducía un Rolls-Royce diferente todos los días - según los informes sus seguidores querían comprarle 365 de ellos, uno para cada día del año.
Fotos publicitarias de los Rolls-Royces fueron enviadas a la prensa.
Puede que hayan reflejado tanto su apoyo a la riqueza y su deseo de provocar la sensibilidad estadounidense, así como antes había disfrutado ofendiendo las sensibilidades indias.
Osho propuso crear un «hombre nuevo» combinando la espiritualidad de Buda Gautama con el gusto por la vida carnal de Zorba el Griego de Nikos Kazantzakis': «Él debe ser tan preciso y objetivo como un científico... tan sensible, tan lleno de corazón, como un poeta... [y tan] enraizado profundamente en su ser como el místico».
Su «hombre nuevo» se aplica a los hombres y mujeres por igual, cuyos roles los vio como complementarios; y de hecho, la mayoría de las posiciones de liderazgo de su movimiento están ocupadas por mujeres.
Este hombre nuevo, «Zorba el Buda», no debe rechazar la ciencia ni la espiritualidad, sino abarcar ambas.
Osho creía que la humanidad estaba amenazada por la extinción debido a la sobrepoblación, el inminente holocausto nuclear y las enfermedades tales como el sida, y pensó que muchos males de la sociedad podrían ser remediados con medios científicos.
El hombre nuevo ya no estaría atrapado en instituciones tales como la familia, el matrimonio, las ideologías políticas y las religiones.
En este sentido Osho es similar a otros gurúes de la contracultura, y quizá incluso a ciertos pensadores del posmodernismo y la deconstrucción.

### Los Diez Mandamientos de Osho
En sus primeros días como Acharia Rajnísh, un corresponsal le preguntó una vez por sus Diez Mandamientos. En respuesta Osho señaló que era un asunto difícil porque él estaba en contra de cualquier tipo de mandamiento pero que «sólo por diversión», establecía lo siguiente;

1. Nunca obedezcas ningún mandato a no ser que también provenga desde tu interior.
2. No hay otro Dios que la vida misma.
3. La verdad está dentro de ti. No la busques en otra parte.
4. El amor es una plegaria.
5. Llegar a ser el vacío es la puerta hacia la verdad. El vacío mismo es el medio, el destino y el logro.
6. La vida es aquí y ahora.
7. Vive, totalmente despierto.
8. No nades, flota.
9. Muere a cada instante para que puedas nacer de nuevo a cada instante.
10. No busques. Aquello que es, es. Detente y mira.

Él subrayó los números 3, 7, 9 y 10.
Las ideas expresadas en estos Mandamientos se han mantenido como un lema en su movimiento.

### Legado
Si bien las enseñanzas de Osho se encontraron con un fuerte rechazo en su país de origen durante su vida, ha habido un cambio en la opinión pública desde su muerte.
En 1991, un influyente periódico indio incluye a Osho, junto con otras figuras como Buda Gautama y Mahatma Gandhi, entre las diez personas que más han cambiado el destino de la India; en el caso de Osho, por «liberar las mentes de futuras generaciones de los grilletes de la religiosidad y el conformismo».
Osho ha encontrado más reconocimiento en su país natal desde su muerte de lo que nunca tuvo en su vida.
Escribiendo en "The Indian Express", el columnista Tanweer Alam declaró, «El fallecido Osho fue un fino intérprete de los absurdos sociales que destruían la felicidad humana».
En una celebración en 2006, marcando el 75.º aniversario del nacimiento de Osho, Wasifuddin Dagar, un cantante indio, dijo que las enseñanzas de Osho son «más pertinentes en el entorno actual de lo que era antes».
En Nepal, había 60 centros de Osho con casi 45 000 discípulos iniciados (publicado en 2008).
«Hoy, hay cinco comunas en Nepal y 60 centros con casi 45 000 discípulos iniciados. Osho Tapoban también maneja un centro para visitantes el cual puede albergar 150 personas, y suministrar una cafetería, una revista y un boletín informativo en línea». Todas las obras de Osho han sido puestas en la librería del Parlamento de la India, en Nueva Delhi.
Figuras prominentes tales como el primer ministro de la India Manmohan Singh y el escritor sije indio Khushwant Singh han expresado su admiración por Osho.
El actor de Bollywood y discípulo de Osho, Vinod Khanna, quien había trabajado como jardinero de Osho en Rajnishpuram, sirvió como Ministro de Asuntos Exteriores desde 2003 a 2004.
Más de 650 libros se acreditan a Osho, expresando su visión sobre todas las facetas de la existencia humana.
Prácticamente todos ellos son versiones de sus discursos grabados.
Sus libros están disponibles en 55 idiomas diferentes y han entrado en las listas de los best-seller en países como Italia y Corea del Sur.
Internacionalmente, casi después de dos décadas de controversia y una década de adaptación, el movimiento de Osho se ha consolidado en el mercado de las nuevas religiones.
Sus seguidores han rediseñado sus contribuciones, replanteando los elementos centrales de su enseñanza a fin de hacer que aparezcan menos controvertidos para los que aún no lo conocen.
Las sociedades en Norteamérica y Europa Occidental han cedido también, adaptándose cada vez más a los asuntos espirituales como el yoga y la meditación.
La Osho International Foundation (OIF) lleva seminarios de control del estrés para clientes corporativos como IBM y la BMW, con un informe del año 2000 indicando ganancias de entre $15 y $45 millones anualmente en los Estados Unidos.
El ashram de Osho en Pune se ha convertido en el Resort de Meditación Osho International, una de las principales atracciones turísticas de la India.
Describiéndose a sí mismo como el Esalen del Este, enseña una variedad de técnicas espirituales de una amplia gama de tradiciones y se promueve a sí mismo como un oasis espiritual, un "lugar sagrado" para el descubrimiento de uno mismo y la unión de los deseos del cuerpo y la mente dentro de un resort con un hermoso ambiente.
Según informes de la prensa, el resort atrae a unas 200 000 personas de todo el mundo anualmente; entre los visitantes destacados se incluyen políticos, personalidades de los medios y el Dalái lama.
Antes de que se permita el ingreso de alguien al resort, es necesaria una prueba del sida, y a aquellos que son descubiertos con la enfermedad no se les permite el ingreso.
En 2011, un seminario nacional sobre las enseñanzas de Osho fue inaugurado en el Departamento de Filosofía de Mankunwarbai College for Women en Jabalpur.
Financiado por la oficina Bhopal de la Comisión de Becas Universitarias (India), el seminario se centró en la enseñanza de "Zorba el Buda" de Osho, tratando de reconciliar la espiritualidad con el enfoque materialista y objetivo.

### Eutanasia y eugenesia
Rajnísh se mostraba a favor de la eutanasia para niños con una gran variedad de defectos congénitos tales como ceguera, sordera y mudez. Sugirió que "si un niño nace ciego, sordo, y no podemos hacer nada, y los padres están dispuestos, al niño se le debe enviar al sueño eterno". Sostuvo que las personas en riesgo de concebir niños con defectos congénitos "no tienen el permiso de la existencia" al "correr el riesgo de recargar la tierra con un niño deforme, ciego".

### "Culpabilidad" judía, el holocausto y el "humo santo" de las cámaras de gas
Rajnísh afirmó que los judíos "son gente que se siente culpable, y su culpabilidad es muy grande" debido a que crucificaron a Jesús; por esta culpabilidad, están "siempre en busca de Adolf Hitler, alguien que los mate". Aseveró que solo cuando los judíos "reclamen a Jesús", "ellos estarán sanos y completos, y entonces no habrá necesidad de Adolf Hitler".
Al criticar a maestros pacifistas de la historia que alentaban a las personas a "sólo aceptar la situación en que estás," Rajnísh declaró que "vivir en la pobreza es mucho más peligroso, mucho más sufriente que morir en una bella y científicamente controlada cámara de gas alemana", y afirmó que la violencia de "Hitler era mucho más pacífica que (por ejemplo) la violencia que estalló en la India después de su independencia de la Corona Británica; Hitler "mató personas en las más modernas cámaras de gas, donde no te toma mucho tiempo. Miles de personas pueden ser puestas en una cámara de gas, y sólo se presiona un interruptor [...] en un segundo, te evaporas. Las chimeneas de la fábrica empiezan a llevarte, el humo – puedes llamarlo humo santo – y éste parece ser un camino directo hacia Dios."

## Apreciación
Osho es generalmente considerado como uno de los líderes espirituales más controvertidos que han surgido de la India en el siglo veinte.
Su mensaje de liberación sexual, emocional, espiritual e institucional, aseguró que su vida se rodeara de controversia.
Osho fue conocido como el "gurú del sexo" en la India, y como "gurú de los Rolls-Royce" en los Estados Unidos.
Osho atacó los conceptos tradicionales del nacionalismo, expresó abiertamente su desprecio por los políticos, y se burló de las principales figuras de muchas religiones, que a su vez encontraron su arrogancia insoportable.
Sus ideas sobre el sexo, el matrimonio, la familia y las relaciones contradecían varios puntos de vista tradicionales y despertó mucha ira y oposición en todo el mundo.
Su movimiento era ampliamente temido y detestado como una secta. Osho fue visto viviendo "en ostentación y en ofensiva opulencia", mientras sus seguidores, la mayoría de los cuales habían roto relaciones con los amigos de afuera y la familia, y habían donado todo o la mayor parte de sus posesiones a la comuna, podían estar en un mero "nivel de subsistencia".

### Como pensador y orador
Hay opiniones muy divergentes acerca de las cualidades de Osho como pensador y orador. Khushwant Singh, eminente autor, historiador y exdirector del Hindustan Times, lo ha descrito como "el pensador más original que la India ha producido: el más erudito, el más lúcido y el más innovador".
En su opinión, Osho fue "un libre pensador agnóstico" que tenía la habilidad de explicar los conceptos más abstractos en un lenguaje simple, ilustrado con ingeniosas anécdotas, que ridiculizaban dioses, profetas, escrituras, prácticas religiosas y daban una dimensión totalmente nueva a la religión.
El filósofo alemán Peter Sloterdijk, quien se hizo discípulo de Osho a finales de los años 70, lo ha calificado como un "Wittgenstein de las religiones", clasificándolo como una de las más grandes figuras del siglo XX; en su opinión, Osho había realizado una deconstrucción radical de los juegos de palabras utilizados por las religiones de todo el mundo.
Durante la década de los '80, algunos comentaristas en la prensa popular fueron despreciativos con Osho.
El crítico australiano Clive James, despectivamente, se refirió a él como "Bagwash", comparando la experiencia de escuchar uno de sus discursos con el sentarse en una lavandería y mirar "tu andrajosa ropa interior girar aburridamente durante horas exudando espuma gris. El Bagwash habla de una manera que así parece".
James finalizó diciendo que Osho, aunque era un ejemplo bastante benigno de su tipo, era simplemente un "gilipollas hablador que manipula lo manipulable".
En respuesta a una reseña entusiasta de las charlas de Osho hecha por Bernard Levin en The Times, Dominik Wujastyk, también escritor en The Times, similarmente expresó su opinión de que la charla que escuchó mientras visitaba el ashram de Pune era de un nivel muy bajo, aburridamente repetitiva y con frecuencia incorrecta en los hechos, y dijo que se sentía perturbado por el culto a la personalidad alrededor de Osho.
El autor estadounidense Tom Robbins, al mismo tiempo haciendo hincapié que no era un seguidor, expresó su convicción (basado en la lectura de los libros de Osho), de que él era el más grande maestro espiritual del siglo XX, y probablemente también una de las figuras más difamadas de la historia, dada la cantidad de propagandas negativas que ha recibido.
El comentario de Osho sobre la escritura sije conocida como Japuji fue elogiado como lo mejor que hay por Giani Zail Singh, el expresidente de la India.
En 2011, el autor Farrukh Dhondy informó que la estrella de cine Kabir Bedi era un admirador de Osho, y que vio sus obras como "las más sublimes interpretaciones de la filosofía india que había encontrado". Por otro lado, Dhondy consideraba a Osho como "el embustero intelectual más astuto que haya dado la India. Su producción artística de la 'interpretación' de los textos indios está específicamente dirigida hacia una generación de occidentales desilusionados que pretendían (y quizá aún pretenden) comerse el pastel y seguir teniéndolo, y quienes al mismo tiempo proclaman que comerse el pastel es la virtud más sublime según una sabiduría antiguo-científica".

### Como líder carismático
Varios comentaristas han resaltado el carisma de Osho. Comparando a Osho con Gurdjieff, Anthony Storr escribió que Osho era "personalmente muy impresionante", citando que "muchos de aquellos que lo visitaron por primera vez, sintieron que sus más íntimos sentimientos eran instantáneamente entendidos, que eran aceptados y recibidos inequívocamente en lugar de ser juzgados. [Osho] parecía irradiar energía y despertaba posibilidades ocultas en aquellos que entraban en contacto con él".
Muchos sanniasins han declarado que, escuchando a Osho hablar, se "enamoraban de él".
Susan J. Palmer citó que incluso los críticos atestiguaron el poder de su presencia.
James S. Gordon, un psiquiatra e investigador, recuerda inexplicablemente encontrarse a sí mismo riéndose como un niño, abrazando extraños y teniendo lágrimas de gratitud en sus ojos después de una mirada de Osho dentro de su Rolls-Royce que pasaba.
Frances FitzGerald llegó a la conclusión, al escuchar a Osho en persona, de que él era un orador brillante, y se mostró sorprendido por su talento como humorista, el cual no había sido evidente desde la lectura de sus discursos, así como por la cualidad hipnótica de sus charlas, las cuales tenían un profundo efecto en su audiencia.
Hugh Milne (Swami Shivamurti), un ex devoto que entre 1973 y 1982 trabajó en estrecha colaboración con Osho como líder de seguridad del Ashram en Pune y como su guardaespaldas personal, señaló que su primer encuentro con él lo dejó con una sensación que entonces se había cruzado entre ellos, algo mucho más que las palabras: "No hay violación de privacidad, ninguna inquietud, pero es como si su alma estuviera deslizándose lentamente dentro de la mía, y en una fracción de segundo estuviera transfiriendo información vital".
Milne también observó otra faceta de la habilidad carismática de Osho al declarar que él era: "un manipulador brillante del discípulo incondicional".
Hugh B. Urban (Profesor Adjunto de Religión y Estudios Comparativos en la Universidad Estatal de Ohio), dijo que Osho parecía encajar con la imagen clásica de la autoridad carismática de Max Weber, definido por poseer "un poder extraordinario o 'gracia', el cual era esencialmente irracional y afectivo".
Osho correspondía a la figura carismática y pura de Weber en el rechazo contra las instituciones y todas las leyes racionales, y en la proclamación de subvertir toda autoridad jerárquica, aunque Urban señala que la promesa de una libertad absoluta inherente en esto, resultó en una organización burocrática y en un control institucional dentro de ´las comunas más grandes.
Algunos estudiosos han sugerido que Osho, al igual que otros líderes carismáticos, [pudo] haber tenido una personalidad narcisista.
En su obra El Gurú Narcisista: Una Descripción de Bhagwan Shri Rajnísh, Ronald O. Clarke, Profesor Emérito de Estudios Religiosos en la Universidad Estatal de Oregón, argumentó que Osho exhibía todas las características típicas del trastorno narcisista de la personalidad, tales como un gran sentido de autoimportancia y unicidad; una preocupación por fantasías de éxito ilimitado; una necesidad por una constante atención y admiración; un conjunto de respuestas características a amenazas a la autoestima; trastornos en las relaciones interpersonales; una preocupación con el acicalado junto con el recurso frecuente a la tergiversación o mentiras descaradas; y una falta de empatía.
Basándose en las reminiscencias de su infancia en su libro Vislumbres de una Infancia Dorada, sugirió que Osho sufrió de una falta fundamental de disciplina parental, debido a su crianza por sus abuelos sobreindulgentes.
El autodeclarado estado de Buda de Osho, concluyó, fue parte de un sistema delirante asociado con su trastorno narcisista de la personalidad; una condición de la inflación de ego en lugar de la ausencia de ego.
Según Osho, la razón por la que generaba detractores y partidarios, por la que lo odiaban o amaban, se debía a que pertenecía al presente y a que estaba absolutamente desconectado con el pasado; por lo tanto, para los que comprendían, era un regocijo, en cambio, para otros quienes aún vivían de los conceptos acerca de la moralidad, Dios, religión y todos los conceptos que tenían desactualizados, era inevitable ser una amenaza.
Otra explicación que daba era que las personas escogían diferentes partes de él, que centraban sus ojos de acuerdo a sus prejuicios. Asimismo enfatizó que no era un pensador mediocre, que a pesar de todas las contradicciones que se puedan encontrar en él, con él, ellas se vuelven complementarias, y que por lo tanto daba la oportunidad a todo tipo de personas para que puedieran escoger lo que sea que quieran escoger de él.
A veces apoyaba sus explicaciones con dichos de algunos de los personajes más destacados de la historia, acercándose así, desde diversos puntos de vista, a la esencia de su mensaje.

### Por expertos de la religión
Al cuestionar cómo podría ser resumido el corpus del trabajo de Osho, Bob Mullan, un sociólogo de la Universidad de Anglia del Este, declaró en 1983: "Sin duda, es ecléctico, usurpador de verdades, medias verdades de las grandes tradiciones. A menudo también es superficial, inexacto, falso y extremadamente contradictorio".
Asimismo reconoció que la atracción y la imaginación de Osho eran insuperables, y que muchas de sus declaraciones fueron muy agudas y emocionantes, incluso a veces profundas, pero lo que quedó fue esencialmente "un popurrí de ideas contra-culturales e ideas pos contra-culturales" centrándose sobre el amor y la libertad, la necesidad de vivir el momento, la importancia de uno mismo, el sentimiento de "estar bien", el misterio de la vida, la ética de la diversión, la responsabilidad del individuo por su propio destino, y la necesidad de abandonar el ego, junto con el miedo y la culpa.
Uday Mehta, al resumir una evaluación de las enseñanzas de Osho, especialmente de los errores respecto a su interpretación del Zen Mahāyāna, y de cómo ellos se relacionan con la naturaleza pre-materialista de la filosofía tántrica, indica esto: "No es sorprendente encontrar que Rajnísh pudiera evadir varias contradicciones e inconsistencias graves en sus enseñanzas. Esto era posible por la simple razón de que un promedio de oyentes indios (o de hecho, incluso los occidentales) sabían muy poco acerca de las escrituras religiosas o escuelas de pensamiento que casi no requería mucho esfuerzo explotar su ignorancia y culpabilidad".
Según Mehta, el interés de Osho por sus discípulos occidentales estaba basado en sus experimentos sociales, el cual creó una conexión filosófica entre Oriente (Tradición Gurú-Discípulo) y Occidente (Movimiento del potencial humano)
Escrito en 1996, Hugh B. Urban, así como Mullan, encontró que la enseñanza de Osho no era original ni profunda, citando que la mayoría de su contenido había sido tomado de las filosofías orientales y occidentales.
Lo que encontró de original en Osho fue su agudo instinto comercial o estrategia de marketing, lo cual él fue capaz de adaptarlo a sus enseñanzas para satisfacer los deseos cambiantes de su audiencia, un tema también recogido por Gita Mehta en su libro Karma Cola: Marketing the Mystic East.
En 2005, Urban observó que Osho había pasado una "notable deificación" después de su regreso a India, y especialmente en los años transcurridos desde su muerte, pasando a describirlo como un poderoso ejemplo de lo que Max Müller, hace más de un siglo, llamó "el círculo que se extiende a lo largo del mundo y a través del cual, como una corriente eléctrica, el pensamiento oriental podría ir al Oeste y el pensamiento occidental retornar al Este".
Negando la dicotomía entre los deseos espirituales y materiales, y reflejando la preocupación por la característica del cuerpo y la sexualidad del reciente consumismo capitalista, parecía que Osho había sido capaz de crear un camino espiritual que estaba muy en sintonía con las condiciones socioeconómicas de su tiempo.
George Chryssides, en Exploring New Religions (Explorando nuevas religiones) (1999), describió a Osho como todo un maestro del "Beat Zen".
Declaró que las calificaciones de las enseñanzas de Osho como un "popurrí" de las enseñanzas de varias religiones fueron funestas, porque Osho "no era un filósofo amateur"; atrayéndole la atención los antecedentes académicos de Osho, expresó que, "Ya sea que uno acepte o no su enseñanza, él no era un charlatán cuando se trataba de exponer las ideas de los demás".
Chryssides vio las insistematizadas, contradictorias y escandalosas enseñanzas de Osho como parte de la naturaleza del Zen, lo que refleja el hecho de que la enseñanza espiritual busca inducir un tipo de cambio distinto al que buscan las charlas de filosofía, las cuales están enfocadas al mejoramiento de la comprensión intelectual.
Peter B. Clarke, en la Encyclopedia of New Religious Movements (Enciclopedia de los nuevos movimientos religiosos) (2006), citó que Osho ha pasado a ser "visto como un maestro importante dentro de la misma India" y es "reconocido cada vez más como uno de los principales maestros espirituales del siglo XX, estando en la vanguardia de la actual tendencia espiritual de 'aceptación-mundial' basada en el auto-desarrollo".
Declaró que el estilo de terapia que él ideó, con su actitud liberal hacia la sexualidad como una parte sagrada de la vida, ha demostrado ser influyente entre los practicantes de otras terapias y los grupos de la nueva era.
En su opinión, la motivación principal de los solicitantes que ingresan al movimiento no era "ni la terapia ni el sexo, sino la posibilidad de alcanzar la iluminación, en el clásico sentido budista".
Aunque pocos habían logrado su objetivo, la mayoría de los antiguos y actuales miembros sentían que habían logrado avances en la autorrealización como se define por el psicólogo estadounidense Abraham Maslow y por el Movimiento del potencial humano.

### Tarot de Osho
Las cartas de Tarot Osho Zen, son una versión del tarot inspirada en la sabiduría de la escuela budista Zen (por lo que no forman parte de la tradición ni de las enseñanzas budistas), empleando la figura del místico contemporáneo Osho, que consta de 79 cartas, divididas entre 22 Arcanos Mayores, 56 Arcanos Menores, y una carta sin numerar llamada El Maestro. El tarot de Osho presenta algunas diferencias con otras barajas más tradicionales como el Tarot de Marsella, o Rider Waite. La principal es que las cartas tratan de potenciar el desarrollo espiritual del individuo por medio de la observación. El Tarot de Osho podría parecerse una especie de tarot budista, pero no debemos olvidar que Osho mencionó siempre que él nunca tuvo una religión, su religión era la meditación.

### Actualidad
En 2024 y por primera vez, un documental recoge el testimonio de los niños que fueron abusados sexualmente durante años en los ashram de la secta del gurú indio Bhagwan Shree Rajneesh, conocido como Osho. La secta se disolvió en 1985 tras descubrir el FBI sus muchos delitos en su enorme y tenebroso enclave en Oregon, pero nunca se han investigado las violaciones a menores. Y los líderes de la secta no han pagado por sus crímenes; es más, hay quienes se lucran todavía con el negocio del gurú.
Actualmente miles de personas alrededor del mundo escuchan sus discursos. Cientos de centros alrededor del planeta brindan las prácticas de Meditación Activa Osho.[cita requerida]
"Ninguna sociedad quiere que te conviertas en sabio. Eso está en contra de toda inversión de una sociedad. Si la gente es sabia, no puede ser explotada. Si son inteligentes, no pueden ser subyugados, no pueden ser forzados a una vida mecánica, a vivir como robots. Ellos se conocerán en su individualidad, tendrán la fragancia de la rebelión a su alrededor. Les gustará vivir en libertad. La libertad viene con sabiduría. Ninguna sociedad quiere gente que sea libre. La sociedad comunista, la sociedad fascista, la sociedad capitalista, la hindú, la mahometana, la cristiana, ninguna sociedad. Desde el momento que comienzan a usar su inteligencia se convierten en peligrosos. Peligrosos para el establishment (clase dirigente), peligrosos para la gente que está en el poder, peligroso para todo tipo de explotación, opresión. Peligrosos para las iglesias, peligrosos para los estados, peligrosos para la naciones. De hecho, el hombre sabio es un fuego vivo, una llama. Él no puede vender su vida, él no puede servirles, preferiría estar muerto, antes que estar dormido". - Osho [cita requerida]

### Filmes sobre Osho
1. 1978: El primer documental sobre Osho llamado: Bhagwan, The Movie (Bhagwan, La Película)[247] fue hecho en 1978 por el cineasta estadounidense Robert Hillmann.
2. 1981: En 1981, un documental para la BBC, titulado The God that fled (El Dios que huyó), fue realizado por el periodista estadounidense de ascendencia británica Christopher Hitchens.[248][217]
3. 1981: Ashram - Life at an Ashram, Search for Inner Peace (Ashram - La Vida en un Ashram, La Búsqueda de una Paz Interior) es un documental realizado en Pune, India por el director de Alemania occidental Wolfgang Dobrowolny.[48]
4. 1989: Un tercer documental, titulado Rajneesh: Spiritual Terrorist! (Rajnísh: ¡Terrorista Espiritual!)[249] fue hecho por la cineasta australiana Cynthia Connop en 1989 para ABC TV/TLC.[250]
5. 2003: En 2003, un documental titulado Legenden (Leyendas) fue dirigido por Marieke Schroeder, y televisado por la empresa de medios de comunicación ARD.
6. 2010: Un documental suizo, titulado Guru – Bhagwan, His Secretary & His Bodyguard (Gurú - Bhagwan, Su Secretaria y Su Guardaespaldas), fue lanzado en 2010.[251][252]
7. 2011: El 19 de enero de 2011, en Sahara Samay, el Canal Nacional de Noticias en hindi, fue televisado otro documental sobre Osho, llamado YUGPURUSH[253]
8. 2018: 16 de marzo, Netflix reconstruye en 6 episodios una miniserie documental titulada Wild Wild Country. Basada en el gurú hindú Bhagwan Shree Rajneesh (Osho).[254]

## Obras selectas
- La semilla de mostaza (el Evangelio de Tomás).
- Ven sígueme Vols. I - IV
- El significado oculto de los Evangelios

Sobre el tao:
- Tao: los tres tesoros (El Dào Dé Jing de Lao-Tsé), Vol I - IV
- El bote vacío (Historias de Chuang Tzu).
- Cuando el calzado es cómodo (Historias de Chuang Tzu).
- El sendero del tao

Sobre Gautama Buda:
- El Dhammapada (Vols. I - X).
- La disciplina de la trascendencia (vols. I-IV).
- El sutra del corazón
- El sutra del diamante

Sobre el zen:
- El libro de la nada (Sobre el Hsin Hsin Ming de Sosan).
- Ni agua, ni luna
- Volviendo a la fuente
- Y llovieron flores
- La hierba crece sola
- Nirvana: la última pesadilla
- La búsqueda (sobre los Diez Toros).
- Dang dang doko dang
- Música ancestral en los pinos
- Un choque repentino del trueno
- El sendero del zen
- Este mismo cuerpo de Buda (sobre la Canción de meditación de Hakuin).

Sobre los místicos Baul:
- El amado

Sobre los sufíes:
- Hasta que mueras
- Simplemente así
- Unión mística Vols. I y II (sobre la poesía de Sanai).

Sobre judaísmo:
- El verdadero sabio
- El arte de morir

Sobre las Upanishads:
- Yo soy eso - Charlas sobre el Isha-upanishad
- Doctrina suprema
- La alquimia suprema vols. I y II
- Vedanta: siete pasos al samadhi

Sobre Heráclito:
- La armonía oculta

Sobre Kabir:
- Éxtasis: el lenguaje olvidado
- Melodía divina
- El camino del amor

Sobre el tantra budista:
- Tantra: suprema sabiduría
- La experiencia tántrica
- La transformación tántrica

Sobre Patañyali y el yoga:
- Yoga: el alfa y la omega, vols. I - X (reimpresa como Yoga, La Ciencia Del Alma).
- El sendero del yoga

Sobre métodos de meditación:
- El libro de los secretos, Vols. I - V
- Meditación: el arte del éxtasis
- El libro naranja
- Meditación: la primera y última libertad
- ¿Qué es la meditación?

Charlas basadas en preguntas:
- Yo soy la puerta
- Mi camino, el camino de las nubes blancas
- La explosión silenciosa
- Las dimensiones más allá de lo conocido
- Raíces y alas
- El rebelde
- Cierra los ojos y lánzate

Entrevistas en el dárshana'
- El martillo en la roca
- Sobre todo, no te tambalees
- No tienes nada que perder
- Sé realista: planea un milagro
- El ciprés en el patio
- No te cruces en tu camino
- Amado de mi corazón
- Una rosa es una rosa es una rosa
- Baila tu camino hacia dios
- La pasión por lo imposible
- La gran nada
- Dios no está en venta
- La sombra del látigo
- Bienaventurados los ignorantes
- La enfermedad de Buda
- Aprender a amar

Biografía
- Autobiografía de un místico espiritualmente incorrecto
- Vislumbres de una infancia dorada
- Notas de un loco

## Citas
1. 1 2  Joshi, 1982, pp. 1-4
2. 1 2  Mullan, 1983, pp. 10-11
3. ↑  Mangalwadi, 1992, p. 88
4. ↑  Gordon, 1987, p. 21
5. ↑  Mullan, 1983, p. 11
6. ↑  Osho, 1985, p. passim
7. 1 2  Joshi, 1982, pp. 22-25, 31, 45-48
8. ↑  Gordon, 1987, p. 22
9. 1 2 3 4 5 6 7 8 9 10  FitzGerald, 1986a, p. 77
10. ↑  Gordon, 1987, p. 23
11. ↑  Joshi, 1982, p. 38
12. ↑  Joshi, 1982, p. 11
13. ↑  Süss, 1996, p. 29
14. ↑  Carter, 1990, p. 43
15. ↑  Joshi, 1982, p. 50
16. ↑  Smarika, Sarva Dharma Sammelan, 1974, Taran Taran Samaj, Jabalpur
17. ↑  (1985) Entrevista con Howard Sattler, 6PR Radio, Australia, Matrimonio y Niños video disponible aquí. Consultado el 10 de julio de 2011.
18. ↑  Mullan, 1983, p. 12
19. ↑  Joshi, 1982, p. 185
20. ↑  «University of Sagar website». Archivado desde el original el 12 de diciembre de 2007. Consultado el 23 de noviembre de 2007.
21. 1 2 3 4  Carter, 1990, p. 44
22. ↑  Gordon, 1987, p. 25
23. 1 2 3  Gordon, 1987, pp. 26-27
24. 1 2  Lewis y Petersen, 2005, p. 122
25. ↑  Osho, 2000, p. 256
26. 1 2  Carter, 1990, p. 45
27. 1 2  Joshi, 1982, p. 88
28. ↑  Carter, 1990, p. 46
29. 1 2 3  Joshi, 1982, pp. 94-103
30. ↑  Carter, 1990, p. 47
31. 1 2  Gordon, 1987, pp. 32-33
32. ↑  Süss, 1996, pp. 29-30
33. ↑  Diccionario Sánscrito Práctico de Macdonell Archivado el 17 de octubre de 2015 en Wayback Machine. (ver la entrada para bhagavat, que incluye bhagavan como el caso vocativo de bhagavat). Obtenido el 10-07-2011.
34. ↑  FitzGerald, 1986a, p. 87
35. ↑  Carter, 1990, pp. 48-54
36. 1 2 3 4 5 6  FitzGerald, 1986a, p. 80
37. ↑  Joshi, 1982, p. 123
38. ↑  Mullan, 1983, pp. 26
39. ↑  Fox, 2002, pp. 16-17
40. ↑  FitzGerald, 1986a, pp. 82-83
41. 1 2  Fox, 2002, p. 18
42. ↑  Gordon, 1987, pp. 76-78
43. ↑  Aveling, 1994, p. 192
44. 1 2 3 4  Mullan, 1983, pp. 24-25
45. ↑  Mehta, 1993, p. 93
46. ↑  Aveling, 1994, p. 193
47. ↑  FitzGerald, 1986a, p. 83
48. 1 2  Maslin, 1981
49. ↑  Karlen, N., Abramson, P.: Bhagwan's realm, Newsweek, 3 de diciembre de 1984. Disponible en Sitio propio de N. Karlen Archivado el 25 de marzo de 2012 en Wayback Machine.. Retrieved 2011-07-10.
50. ↑  Prasad, 1978
51. ↑  Mehta, 1994, pp. 36-38
52. 1 2 3  Carter, 1990, p. 62
53. ↑  Gordon, 1987, p. 84
54. 1 2 3 4 5  Clarke, 2006, p. 466
55. 1 2  Mitra, S., Draper, R., and Chengappa, R.: Rajneesh: Paradise lost, in: India Today, 15 de diciembre de 1985
56. ↑  Gordon, 1987, p. 71
57. ↑  Sam, 1997, pp. 57-58, 80-83, 112-114
58. ↑  Fox, 2002, p. 47
59. 1 2 3 4 5 6  FitzGerald, 1986a, p. 85
60. ↑  Goldman, 1991
61. 1 2  Carter, 1990, pp. 63-64
62. ↑  FitzGerald, 1986a, p. 227
63. ↑  «First suicide squad was set up in Pune 2 years ago». The Times of India. 18 de noviembre de 2002. Consultado el 10 de julio de 2011.
64. ↑  Wallis, 1986, reimpreso en Aveling, 1999, p. 143
65. ↑  Mehta, 1993, p. 99
66. ↑  Mullan, 1983, pp. 30-31
67. ↑  Joshi, 1982, pp. 157-159
68. 1 2 3 4  Gordon, 1987, pp. 93-94
69. ↑  Wallis, 1986, reimpreso en Aveling, 1999, p. 147
70. ↑  Lewis y Petersen, 2005, p. 124
71. ↑  «Guru in cowboy country», en Asia Week, 29 de julio de 1983, pp. 26-36.
72. 1 2 3 4  Mistlberger, 2010, p. 88
73. 1 2  Geist, William E. (16 de septiembre de 1981). «Cult in Castle Troubling Montclair». The New York Times (The New York Times Company). Consultado el 27 de noviembre de 2008.
74. 1 2  Meredith, 1988, pp. 308-309
75. 1 2 3  FitzGerald, 1986a, p. 86
76. ↑  Fox, 2002, p. 22
77. ↑  Palmer, 1988, p. 127, reimpreso en Aveling, 1999, p. 377
78. ↑  Carter, 1990, p. 133
79. ↑  Carter, 1990, pp. 136-138
80. ↑  Abbott, 1990, p. 79
81. 1 2 3  Latkin, 1992, reimpreso en Aveling, 1999, pp. 339-341
82. ↑  Carter, 1987, reimpreso en Aveling, 1999, p. 215
83. ↑  Abbott, 1990, p. 78
84. 1 2  (15 de abril del 2011) Les Zaitz. Rajneeshee leaders see enemies everywhere as questions compound -- Parte 4 de 5, The Oregonian. Obtenido el 10-07-2011.
85. 1 2 3  Les Zaitz. "Rajneeshees' Utopian dreams collapse as talks turn to murder -- Parte 5 de 5", The Oregonian, 14 de abril de 2011. El testimonio de Ava Avalos' ante la corte está disponible aquí.
86. 1 2 3 4  Fox, 2002, p. 26
87. ↑  Palmer, 1988, p. 128, reimpreso en Aveling, 1999, p. 380
88. ↑  «The Bay Citizen: Red Rock Island». New York Times. 14 de mayo de 2011. Consultado el 10 de julio de 2011.
89. 1 2 3  Ranjit Lal (16 de mayo de 2004). A hundred years of solitude. The Hindu. Obtenido el 10-07-2011.
90. 1 2  Palmer, 1988, p. 127, reimpresa en Aveling, 1999, p. 378
91. ↑  FitzGerald, 1986a, p. 94
92. ↑  FitzGerald, 1986a, p. 93
93. ↑  Fox, 2002, p. 25
94. ↑  Mullan, 1983, p. 135
95. ↑  Mullan, 1983, p. 136
96. ↑  Wallis, 1986, reimpreso en Aveling, 1999, p. 156
97. 1 2 3  Wallis, 1986, reimpreso en Aveling, 1999, p. 157
98. ↑  Gordon, 1987, p. 131
99. ↑  Palmer, 1988, p. 129, reimpreso en Aveling, 1999, p. 382
100. ↑  Palmer y Sharma, 1993, pp. 155-158
101. ↑  (1985) El Futuro de Oro, 24 de mayo de 1987, por la mañana ¿Cómo es posible relajarse con la certeza de la muerte?. Consultado el 31-07-2011.
102. ↑  Shunyo, 1993, p. 74
103. 1 2  «Ich denke nie an die Zukunft». Sri Prakash Von Sinha (Der Spiegel). 9 de diciembre de 1985. Archivado desde el original el 2 de febrero de 2012. Consultado el 10 de julio de 2011. (en alemán)
104. ↑  Storr, 1996, p. 59
105. ↑  «Rajneesh, Ex-secretary attack each other on TV». The Charlotte Observer. 4 de noviembre de 1985. Consultado el 10 de julio de 2011.
106. ↑  Osho: The Last Testament, Vol. 4, Capítulo 19 (transcripción de una entrevista con la revista Alemana, Der Spiegel)
107. 1 2 3 4  «5 years after Rajneeshee commune collapsed, truth spills out – Part 1 of 5». The Oregonian (Oregon Live). 14 de abril de 2011. Archivado desde el original el 9 de diciembre de 2012. Consultado el 10 de julio de 2011.
108. ↑  Transcript of state grand jury testimony of the guru’s dentist about life inside the guru’s home and dealings with Sheela. Contributed by: Ed Madrid, The Oregonian.
109. ↑  Fox, 2002, p. 27
110. ↑  Carter, 1990, p. 209
111. ↑  Osho: The Last Testament, Vol. 2, Capítulo 29 (transcripción de una entrevista con la revista Stern y la TV ZDF, Alemania)
112. 1 2 3  FitzGerald, 1986b, p. 108
113. ↑  Martin, Douglas (22 de septiembre de 1985). «Guru's Commune Roiled As Key Leader Departs». The New York Times (The New York Times Company). Archivado desde el original el 6 de enero de 2014. Consultado el 15 de marzo de 2008.
114. 1 2  Carter, 1990, pp. 233-238
115. 1 2 3  Associated Press (2 de octubre de 1985). «Guru's arrest not imminent». Spokane Chronicle. p. D6.
116. ↑  Sally Carpenter Hale, Associated Press (1 de octubre de 1985). «Rajneesh renouncing his cult's religion». The Ledger. p. 8A.
117. ↑  Carus, 2002, p. 50
118. 1 2  Mehta, 1993, p. 118
119. ↑  Aveling, 1994, p. 205
120. ↑  FitzGerald, 1986b, p. 109
121. ↑  Aveling, 1999, p. 17
122. ↑  Fox, 2002, p. 50
123. ↑  Gordon, 1987, p. 210
124. 1 2 3  Gordon, 1987, pp. 210, 241
125. ↑  Resumen de una descripción detalladas de los conflictos criminales en Rajnishpuram  Aquí
126. 1 2 3  FitzGerald, 1986b, p. 110
127. 1 2  Carter, 1990, p. 232
128. 1 2  Palmer y Sharma, 1993, p. 52
129. ↑  Associated Press (5 de noviembre de 1985). «Transfer delayed - Rajneesh to stay for another night in Oklahoma city». Spokane Chronicle. p. A2.
130. ↑  Carter, 1990, pp. 232, 233, 238
131. 1 2  FitzGerald, 1986b, p. 111
132. ↑  «Jesús Crucificado De Nuevo, Esta Vez En El Gobierno de Ronald Reagan» (en inglés). pp. Capítulo 1, Estoy Aquí Por Ti. Consultado el 1 de agosto de 2011.
133. ↑  Sam, 1997, pp. 9-11
134. ↑  Carter, 1990, pp. 234-235
135. ↑  Gordon, 1987, pp. 199-201
136. ↑  Latkin, 1992, reimpreso en Aveling, 1999, p. 342
137. ↑  AP (16 de noviembre de 1985). «Around the Nation; Guru's Disciples to Sell Some Commune Assets». The New York Times. Archivado desde el original el 24 de mayo de 2015. Consultado el 9 de noviembre de 2008.
138. ↑  «World must put U.S. 'monster' in its place, guru says». Chicago Tribune. 18 de noviembre de 1985. p. 5.
139. ↑  Carter, 1990, p. 241
140. ↑  Shunyo, 1993, pp. 121, 131, 151
141. ↑  «Breve Biografía de Osho de OshoWorld.». Archivado desde el original el 3 de octubre de 2018. Consultado el 1 de agosto de 2011.
142. ↑  Fox, 2002, p. 29
143. ↑  Gordon, 1987, p. 223
144. 1 2 3 4 5  Fox, 2002, p. 34
145. 1 2 3 4 5 6  Aveling, 1994, pp. 197-198
146. ↑  Fox, 2002, pp. 32-33
147. 1 2  Fox, 2002, pp. 35-36
148. ↑  Palmer y Sharma, 1993, p. 148
149. ↑  Judith M. Fox: Osho Rajneesh (pág. 35 y 36). 2002. ISBN 1-56085-156-2.
150. ↑  H. Milne: Bhagwan: The God That Failed (Bhagwan, el Dios que Fracasó). Sphere Books, 1986.
151. ↑  Süss, 1996, p. 30
152. ↑  «OSHO: Background Information» (etext). Archivado desde el original el 25 de marzo de 2012. Consultado el 10 de enero de 2011.
153. 1 2  Ma Dharma Jyoti, 2002, pp. Tale 99
154. ↑  AP (1990-01-20). "Rajneesh Mourned in India", The Item. Consultado el 02-07-2011.
155. ↑  Fox, 2002, pp. 1-2
156. ↑  Mullan, 1983, p. 1
157. 1 2 3  Fox, 2002, p. 1
158. 1 2 3 4 5 6 7 8  Fox, 2002, p. 6
159. 1 2 3 4 5 6  Urban, 1996, p. 169
160. 1 2  Mullan, 1983, p. 33
161. ↑  Carter, 1990, p. 267
162. ↑  Prasad, 1978, pp. 14-17
163. ↑  Carter, 1987, reimpreso en Aveling, 1999, p. 209
164. ↑  Carter, 1990, p. 50
165. ↑  Clarke, 2006, p. 433
166. 1 2  Fox, 2002, p. 3
167. ↑  Urban, 1996, p. 171j
168. 1 2 3 4 5  Wallis, 1986, reimpreso en Aveling, 1999, pp. 130-133
169. 1 2  Fox, 2002, pp. 3-4
170. 1 2 3 4  Fox, 2002, p. 4
171. 1 2 3 4 5 6  Fox, 2002, p. 5
172. 1 2  Urban, 1996, p. 172
173. 1 2 3 4 5 6  Gordon, 1987, pp. 3-8
174. 1 2 3  Osho, 2004, p. 35
175. ↑  Aveling, 1994, p. 198
176. ↑  Entrevista con Revista Riza, Italia, video disponible aquí
177. ↑  Urban, 1996, p. 170
178. 1 2 3 4 5  Aveling, 1994, p. 86
179. 1 2 3 4  Gordon, 1987, p. 114
180. ↑  «Celluloid Osho, quite a hit». Neil Pate (Times of India). 3 de enero de 2004. Consultado el 11 de julio de 2011.
181. ↑  FitzGerald, 1986a, p. 47
182. ↑  Lewis y Petersen, 2005, p. 129
183. ↑  Urban, 1996, p. 175
184. 1 2 3  Fox, 2002, p. 7
185. 1 2  Lewis y Petersen, 2005, pp. 128-129
186. ↑  Forsthoefel y Humes, 2005, pp. 181-183
187. 1 2 3  Bombay High Court tax judgment, secciones 12-14. Consultado el 11-07-2011.
188. 1 2  Fox, 2002, p. 42
189. ↑  Urban, 2003, p. 242
190. ↑  Alam, Tanweer (29 de diciembre de 2011). «Bending towards justice». The Indian Express. Archivado desde el original el 21 de septiembre de 2016. Consultado el 4 de enero de 2012.
191. ↑  «In memoriam». APS Malhotra (The Hindu). 23 de septiembre de 2006. Archivado desde el original el 14 de diciembre de 2011. Consultado el 11 de julio de 2011.
192. ↑  «Osho rises from his ashes in Nepal». Sudeshna Sarkar (News Post India). 19 de enero de 2008.
193. 1 2  «Mystic's burial site at commune is reincarnated as posh resort». Mike McPhate (San Francisco Chronicle). 29 de agosto de 2004. Archivado desde el original el 31 de agosto de 2004. Consultado el 11 de julio de 2011.
194. ↑  «Vinod Khanna plays the spiritual franchiser». Tribune News Service (The Tribune). 25 de julio de 2002. Archivado desde el original el 2 de noviembre de 2012. Consultado el 11 de julio de 2011.
195. ↑  Süss, 1996, p. 45
196. 1 2  Carter, 1987, reprinted in Aveling, 1999, pp. 182, 189
197. ↑  «Business of the Gods». Shantanu Guha Ray (Tehelka). 30 de junio de 2007. Archivado desde el original el 22 de enero de 2014. Consultado el 11 de julio de 2011.
198. 1 2 3  Lewis y Petersen, 2005, p. 120
199. ↑  Carrette y King, 2004, p. 154
200. ↑  Heelas, 1996, p. 63
201. 1 2  Fox, 2002, p. 41
202. ↑  Osho Meditation Resort Website FAQ. Consultado el 11-07-2011.
203. 1 2  "National seminar on 'Zorba the Buddha' inaugurated", The Hitavada, 5 de febrero de 2011
204. 1 2  Osho, El Más Grande de los Desafíos: el Futuro de Oro disponible aquí
205. ↑  Osho, La semilla de mostaza, Discurso 12
206. ↑  Osho, El último testamento, Vol.1, Discurso 27
207. ↑  Osho, De la muerte a la inmortalidad – Respuestas a buscadores en el camino, Discursos en inglés, 1985, capítulo 15
208. 1 2  Mehta, 1993, p. 133
209. 1 2 3 4  Chryssides, 1999, p. 207-208
210. ↑  Joshi, 1982, p. 1
211. ↑  Mehta, 1993, p. 83
212. ↑  Joshi, 1982, p. 2
213. 1 2  Bhawuk, 2003, p. 14
214. ↑  Khushwant Singh, writing in the Indian Express, 25 de diciembre de 1988, citó por ejemplo. here
215. ↑  Sloterdijk, 1996, p. 105
216. 1 2 3 4  Mullan, 1983, pp. 8-9
217. 1 2 3  James, Clive (9 de agosto de 1981). "The Bagwash Speaks". Consultado el 24-09-2011.
218. ↑  "Adieu to God: Why Psychology Leads to Atheism" Mick Power. p114
219. ↑  (10 de agosto de 2004) Obituary of Bernard Levin, The Daily Telegraph, Consultado 10-07-2011.
220. ↑  (25 April 2011) Farrukh Dhondy. "God Knows", Hindustan Times, Consultado el 10-07-2011.
221. ↑  Storr, 1996, p. 47
222. 1 2  Palmer, 1988, p. 122, reimpreso en Aveling, 1999, p. 368
223. ↑  Mullan, 1983, p. 67
224. ↑  Gordon, 1987, p. 109
225. ↑  FitzGerald, 1986b, p. 106
226. ↑  Wallis, 1986, p. 159
227. ↑  Clarke, 1988, p. 67
228. ↑  Belfrage, 1981, p. 137
229. ↑  Milne, 1986, p. 48
230. ↑  Milne, 1986, p. 307
231. 1 2  Urban, 1996, p. 168
232. ↑  Storr, 1996, p. 50
233. ↑  Huth, 1993, pp. 204-226
234. 1 2 3 4  Clarke, 1988, reimpreso en Aveling, 1999, pp. 55-89
235. ↑  (1985) Entrevista con Howard Sattler, 6PR Radio, Australia, Soy Una Amenaza - Indudablemente video disponible aquí. Obtenido el 10-07-2011.
236. ↑  (1985) Serie de Preguntas (Charlas con Osho) Yo Soy Vasto ¿Ok? video disponible aquí. Obtenido el 10-07-2011.
237. ↑  Osho, Rajneesh, 2004, p. Capítulo 10 - Pregunta 1
238. ↑  Rajneesh, Osho, «Capítulo 4, Pregunta 3», Come Follow To You, Vol 2, archivado desde el original el 3 de enero de 2011, consultado el 23 de agosto de 2011.
239. 1 2  Mullan, 1983, p. 48
240. ↑  Mullan, 1983, p. 32
241. ↑  Mullan, 1983, pp. 48, 89-90
242. ↑  Mehta, 1993, p. 151
243. ↑  Mehta, 1994
244. 1 2  Forsthoefel y Humes, 2005, pp. 181-185
245. 1 2  Clarke, 2006, pp. 432-433
246. ↑  «La terrible –y silenciada– historia de los niños esclavos sexuales en la secta de Osho». ABC. Consultado el 17 de octubre de 2024.
247. ↑  (1978) Bhagwan, La Película, por Robert Hillman video disponible. Obtenido el 06-08-2011.
248. ↑  (9 de junio 2004). Time Shift: Gurus, BBC. Consultado el 15-07-2011.
249. ↑  (1989) Rajnísh: ¡Terrorista Espiritual!, por Cynthia Connop video disponible. Obtenido el 01-03-2012.
250. ↑  Cynthia Connop, Women Make Movies. Consultado 10-07-2011.
251. ↑  Martina Knoben (27 de septiembre de 2010). "Der Preis der Hingabe", Süddeutsche Zeitung. Consultado el 09-07-2011. (en alemán)
252. ↑  (2010) Guru – Bhagwan, His Secretary & His Bodyguard (Gurú - Bhagwan, Su Secretaria y Su Guardaespaldas) tráiler disponible aquí. Obtenido el 03-10-2011.
253. ↑  (2011) YUGPURUSH, televisado en Sahara Samay video disponible. Obtenido el 01-03-2012.
254. ↑  «Wild Wild Country | Netflix Official Site». www.netflix.com. Consultado el 19 de marzo de 2018.